# Greyzone
Greyzone of Gråzon is een Deens-Zweeds-Noors-Duitse tv-thrillerserie in tien delen, waarvan de uitzending in Scandinavië begon op 22 februari 2018. In het najaar van 2020 werd de serie ook uitgezonden op de Vlaamse Canvas en in 2021 in Nederland op NPO 1 Extra.

## Verhaallijn
Drone-experte en software-specialist Victoria Rahbek wordt met haar zoontje gegijzeld in Kopenhagen door een oud-studiegenoot, een geradicaliseerde Syrische asielzoeker uit Zweden, en door hem gedwongen om een Pilgrim V11 drone voor een terroristische aanslag bij Kopenhagen te programmeren. De serie speelt zich af in Kopenhagen, Stockholm en Frankfurt en er wordt Deens, Zweeds en Engels gesproken.

## Rolverdeling
| Acteur                  | Personage                |
| ----------------------- | ------------------------ |
| Birgitte Hjort Sørensen | Victoria Rahbek          |
| Ardalan Esmaili         | Iyad Adi Kassar          |
| Joachim Fjelstrup       | Jesper Lassen            |
| Tova Magnusson          | Eva Forsberg             |
| Lars Ranthe             | Hendrik Dalum            |
| Johan Rabaeus           | Lars Björklund           |
| Virgil Katring-Rasmusse | Oskar Rahbek Lindsbye    |
| Christopher Wollter     | Johan Hedmark            |
| Özlem Saglanmak         | Marjan Rajavi            |
| Kida Khodr Ramadan      | Rami Wahim / Al-Shishani |
| Karin Franz Körlof      | Linda Laaksonen          |
| Olaf Højgaard           | Claes Palova             |
| Jessica Liedberg        | Christina helander       |
| Morten Kirkskov         | Andreas Tange            |
| Thomas Niehaus          | Martin Okmann            |